# Referéndum sobre la construcción de minaretes en Suiza de 2009

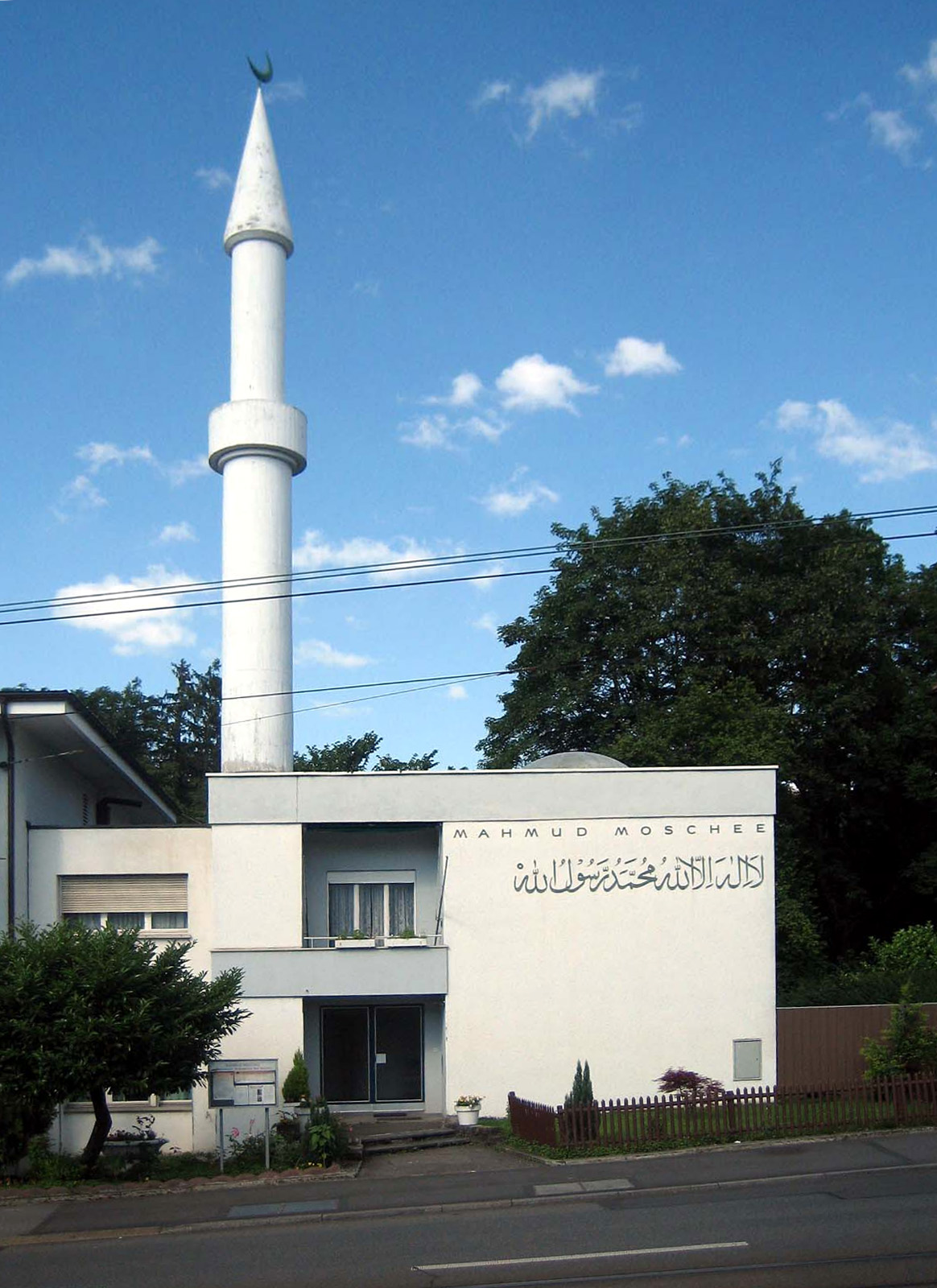
La mezquita Ahmadiyya en Zúrich.

El referéndum sobre la construcción de minaretes en Suiza (29 de noviembre de 2009) tiene su origen en las discusiones sobre la construcción de minaretes en los pueblos suizos de Wangen bei Olten, Langenthal y Wil, y culminó en una propuesta de iniciativa política, liderada por la Unión Democrática de Centro (UDC) y la pequeña Unión Democrática Federal de Suiza (UDFS) de prohibir legalmente la construcción de minaretes por considerarlos "símbolo aparente de una reivindicación político-religiosa del poder, que cuestiona los derechos fundamentales", ante la oposición de otros que consideran que estas ideas podrían indicar una islamofobia creciente.

## Contexto
Suiza cuenta con una población de 7.725.200 habitantes (2009). No tiene religión oficial, aunque la mayoría de los cantones (excepto el de Ginebra y el de Neuchâtel) reconocen sus propias iglesias oficiales (cristianas). El cristianismo es la religión predominante en Suiza, dividido entre la Iglesia católica (41,8% de la población) y varias iglesias protestantes (40%). La inmigración (particularmente de origen kosovar y turco) ha supuesto un notable aumento de la población musulmana de Suiza, donde viven alrededor de 300.000 musulmanes (el 3.88% de la población), casi el doble que en 1990. La inmensa mayoría de los musulmanes no son suizos, aunque su número ha aumentado (36.500 tienen la nacionalidad suiza frente a los 7.700 de 1990). El islam es la tercera religión en Suiza y cuenta con alrededor de 160 mezquitas o espacios de oración en almacenes, garajes y centros culturales, denominadas mezquitas interiores (sin minaretes), en condiciones similares a las que tienen quienes profesan otros credos minoritarios (28.000 hindúes, 21.000 budistas, 17.900 judíos, 500 sijes). Hay dos mezquitas que tienen minarete propio, la mezquita de Mahmud en Zúrich (desde 1963) y la mezquita de Petit-Saconnex en Ginebra (desde 1978).

## Controversia

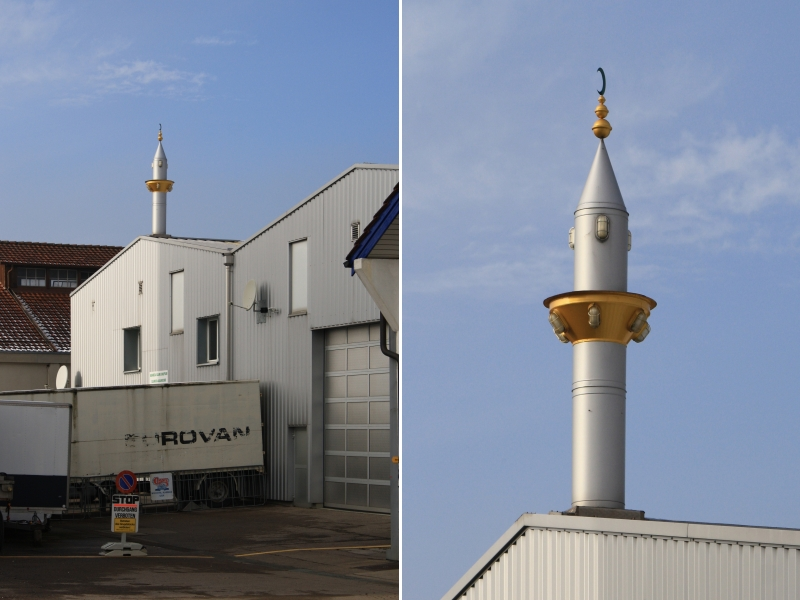
Minarete en Winterthur.

Las asociaciones de musulmanes en la comuna de Wangen, cercana a Olten (Solothurn) y el pueblo de Langenthal querían construir minaretes a sus mezquitas. Sin embargo, algunos ciudadanos y políticos no estaban de acuerdo con estos proyectos por lo que crearon diferentes frentes cívicos en contra de la construcción de minaretes. Los insistentes proyectos de construcción de minaretes siempre habían sido rechazados conforme a la legislación urbanística.
No obstante, el gobierno cantonal de Zúrich quería revisar la prohibición general de los minaretes. La Unión Democrática de Centro presentó y defendió una propuesta para que fuera el pueblo suizo quien decidiera sobre la construcción de minaretes en las mezquitas. Mientras recogían las firmas suficientes para la celebración de la consulta popular, la mayoría de los partidos políticos se posicionaban en contra de la prohibición e incluso algunos juristas amenazaban que si esta iniciativa prosperase, Suiza debería abandonar la Convención Europea de Derechos Humanos. Otros, especialmente asociaciones independientes, señalaban que la construcción de minaretes es una muestra ostentosa e innecesaria que mostraría una creciente islamización del país, contraria a la tradición Suiza.[cita requerida]
El debate fue creciendo y ya no solo se circunscribía a los sectores implicados en esas comunidades, sino que provocó una amplia movilización ante el simbolismo de los minaretes. El Consejo Suizo de Religiones, que agrupa a dirigentes de todas las iglesias cristianas y también de las comunidades judías y musulmanas condenó la iniciativa del referendo. Los obispos cristianos exhortaron a sus fieles a mantener una actitud de comprensión recíproca en el diálogo y el respeto mutuo.
El debate ya no sólo ocupa a los sectores implicados en esas comunidades, sino que ha degenerado en un debate más amplio. Esta controversia ya atizó miedos difusos hacia lo desconocido en algunas partes de la población suiza. Las voces, a veces agresivas, a veces inseguras y otras veces, amonestadoras, demuestran claramente que estos temores no sólo se derivan de la construcción de minaretes sino de una creciente islamofobia.

## Resultado
En el referéndum realizado el 29 de noviembre de 2009, la propuesta de prohibición fue aprobada por el 57,5% de los votantes. Solo cuatro de los 26 cantones de Suiza, la mayoría en la Romandía (la zona francófona del país), se opusieron a la prohibición.
Los cuatro minaretes en el territorio suizo en mezquitas de Zúrich (1963), Ginebra (1978), Winterthur (2005) y Wangen bei Olten (2009), no serán derruidos.
"La construcción de minaretes está prohibida" es la frase que, según el resultado de la iniciativa popular suiza del noviembre de 2009, que se ha incluido como nuevo artículo 72.3 de la Constitución de Suiza, al ser aprobada por los ciudadanos suizos en edad de votar con un 57.5 % de votos. Esta decisión supone "la prohibición de construir minaretes en las futuras mezquitas de Suiza".

## Opiniones
Según comentó la ministra de Justicia de Suiza, Eveline Widmer-Schlumpf, "el resultado del voto muestra un temor respecto al islam que debe ser analizado y tenido en cuenta." La ministra de Exteriores de Suiza, Micheline Calmy-Rey admitió que el significado de la votación está claro: "Quedará prohibida la construcción de mezquitas con minaretes, las cuatro existentes en Suiza que los tienen seguirán ahí y se podrán construir nuevas mezquitas pero sin ellos." Según los vencedores, el SVP-UDC o Partido Popular de Suiza, "esta es la primera iniciativa seria para detener el avance de la sharia (o ley islámica) en Europa."
Según Tariq Ramadan, los musulmanes suizos deberían aceptar el resultado de la votación.
En 2011 una demanda presentada ante el Tribunal Europeo de Derechos Humanos fue rechazada porque los demandantes no pretendían construir ninguna mezquita ni habían agotado los recursos jurisdiccionales de Suiza (Decisión del TEDH de 8 de julio de 2011, caso de La liga de los musulmanes suizos contra Suiza)